# 姜军
姜军（1960年10月—），男，汉族，山东威海人，中华人民共和国政治人物，现任辽宁省政协副主席，中国民主促进会中央委员会常务委员、辽宁省委员会主任委员，沈阳市委员会主任委员。